# Clasificación de UEFA para la Copa Mundial de Fútbol de 1970
Para la Copa Mundial de Fútbol de 1970 de México, la UEFA disponía de 9 plazas de las 16 totales del mundial. Una plaza estaba asignada directamente para Inglaterra, como campeón del mundial anterior, por lo que un total de 30 selecciones se disputaron 8 plazas.
Con los 29 equipos restantes se formaron 8 grupos de 3 o 4 equipos (3 grupos de 3 equipos y 5 grupos de 4 equipos). Jugándose por el sistema de liguilla, con encuentros en casa y fuera. Los primeros de grupo se clasificaron para el Mundial.
En negrita los equipos clasificados.

## Grupo 1
| Equipo   | Pts | PJ | PG | PE | PP | GF | GC | Dif |
| -------- | --- | -- | -- | -- | -- | -- | -- | --- |
| Rumanía  | 8   | 6  | 3  | 2  | 1  | 7  | 6  | 1   |
| Grecia   | 7   | 6  | 2  | 3  | 1  | 13 | 9  | 4   |
| Suiza    | 5   | 6  | 2  | 1  | 3  | 5  | 8  | -3  |
| Portugal | 4   | 6  | 1  | 2  | 3  | 8  | 10 | -2  |

| Fecha                   | Lugar    | Partido  | Partido | Partido | Partido | Partido  |
| ----------------------- | -------- | -------- | ------- | ------- | ------- | -------- |
| 12 de octubre de 1968   | Basilea  | Suiza    |         | 1:0     |         | Grecia   |
| 27 de octubre de 1968   | Lisboa   | Portugal |         | 3:0     |         | Rumanía  |
| 23 de noviembre de 1968 | Bucarest | Rumanía  |         | 2:0     |         | Suiza    |
| 11 de diciembre de 1968 | Atenas   | Grecia   |         | 4:2     |         | Portugal |
| 16 de abril de 1969     | Lisboa   | Portugal |         | 0:2     |         | Suiza    |
| 16 de abril de 1969     | Atenas   | Grecia   |         | 2:2     |         | Rumanía  |
| 4 de mayo de 1969       | Oporto   | Portugal |         | 2:2     |         | Grecia   |
| 14 de mayo de 1969      | Lausana  | Suiza    |         | 0:1     |         | Rumanía  |
| 12 de octubre de 1969   | Bucarest | Rumanía  |         | 1:0     |         | Portugal |
| 15 de octubre de 1969   | Salónica | Grecia   |         | 4:1     |         | Suiza    |
| 2 de noviembre de 1969  | Berna    | Suiza    |         | 1:1     |         | Portugal |
| 16 de noviembre de 1969 | Bucarest | Rumanía  |         | 1:1     |         | Grecia   |

## Grupo 2
| Equipo         | Pts | PJ | PG | PE | PP | GF | GC | Dif |
| -------------- | --- | -- | -- | -- | -- | -- | -- | --- |
| Checoslovaquia | 9   | 6  | 4  | 1  | 1  | 12 | 6  | 6   |
| Hungría        | 9   | 6  | 4  | 1  | 1  | 16 | 7  | 9   |
| Dinamarca      | 5   | 6  | 2  | 1  | 3  | 6  | 10 | -4  |
| Irlanda        | 1   | 6  | 0  | 1  | 5  | 3  | 14 | -11 |

| Fecha                    | Lugar      | Partido        | Partido | Partido | Partido | Partido        |
| ------------------------ | ---------- | -------------- | ------- | ------- | ------- | -------------- |
| 25 de septiembre de 1968 | Copenhague | Dinamarca      |         | 0:3     |         | Checoslovaquia |
| 20 de octubre de 1968    | Bratislava | Checoslovaquia |         | 1:0     |         | Dinamarca      |
| 4 de mayo de 1969        | Dublín     | Irlanda        |         | 1:2     |         | Checoslovaquia |
| 25 de mayo de 1969       | Budapest   | Hungría        |         | 2:0     |         | Checoslovaquia |
| 27 de mayo de 1969       | Copenhague | Dinamarca      |         | 2:0     |         | Irlanda        |
| 8 de junio de 1969       | Dublín     | Irlanda        |         | 1:2     |         | Hungría        |
| 15 de junio de 1969      | Copenhague | Dinamarca      |         | 3:2     |         | Hungría        |
| 14 de septiembre de 1969 | Praga      | Checoslovaquia |         | 3:3     |         | Hungría        |
| 7 de octubre de 1969     | Praga      | Checoslovaquia |         | 3:0     |         | Irlanda        |
| 15 de octubre de 1969    | Dublín     | Irlanda        |         | 1:1     |         | Dinamarca      |
| 22 de octubre de 1969    | Budapest   | Hungría        |         | 3:0     |         | Dinamarca      |
| 5 de noviembre de 1969   | Budapest   | Hungría        |         | 4:0     |         | Irlanda        |
| Desempate                |            |                |         |         |         |                |
| 3 de diciembre de 1969   | Marsella   | Checoslovaquia |         | 4:1     |         | Hungría        |

## Grupo 3
| Equipo               | Pts | PJ | PG | PE | PP | GF | GC | Dif |
| -------------------- | --- | -- | -- | -- | -- | -- | -- | --- |
| Italia               | 7   | 4  | 3  | 1  | 0  | 10 | 3  | 7   |
| Alemania Democrática | 5   | 4  | 2  | 1  | 1  | 7  | 7  | 0   |
| Gales                | 0   | 4  | 0  | 0  | 4  | 3  | 10 | -7  |

| Fecha                   | Lugar       | Partido              | Partido | Partido | Partido | Partido              |
| ----------------------- | ----------- | -------------------- | ------- | ------- | ------- | -------------------- |
| 23 de octubre de 1968   | Cardiff     | Gales                |         | 0:1     |         | Italia               |
| 29 de marzo de 1969     | Berlín Este | Alemania Democrática |         | 2:2     |         | Italia               |
| 16 de abril de 1969     | Dresde      | Alemania Democrática |         | 2:1     |         | Gales                |
| 22 de octubre de 1969   | Cardiff     | Gales                |         | 1:3     |         | Alemania Democrática |
| 4 de noviembre de 1969  | Roma        | Italia               |         | 4:1     |         | Gales                |
| 22 de noviembre de 1969 | Nápoles     | Italia               |         | 3:0     |         | Alemania Democrática |

## Grupo 4
| Equipo            | Pts | PJ | PG | PE | PP | GF | GC | Dif |
| ----------------- | --- | -- | -- | -- | -- | -- | -- | --- |
| Unión Soviética   | 7   | 4  | 3  | 1  | 0  | 8  | 1  | 7   |
| Irlanda del Norte | 5   | 4  | 2  | 1  | 1  | 7  | 3  | 4   |
| Turquía           | 0   | 4  | 0  | 0  | 4  | 2  | 13 | -11 |

| Fecha                    | Lugar    | Partido           | Partido | Partido | Partido | Partido           |
| ------------------------ | -------- | ----------------- | ------- | ------- | ------- | ----------------- |
| 23 de octubre de 1968    | Belfast  | Irlanda del Norte |         | 4:1     |         | Turquía           |
| 11 de diciembre de 1968  | Estambul | Turquía           |         | 0:3     |         | Irlanda del Norte |
| 10 de septiembre de 1969 | Belfast  | Irlanda del Norte |         | 0:0     |         | Unión Soviética   |
| 15 de octubre de 1969    | Kiev     | Unión Soviética   |         | 3:0     |         | Turquía           |
| 22 de octubre de 1969    | Moscú    | Unión Soviética   |         | 2:0     |         | Irlanda del Norte |
| 16 de noviembre de 1969  | Estambul | Turquía           |         | 1:3     |         | Unión Soviética   |

## Grupo 5
| Equipo  | Pts | PJ | PG | PE | PP | GF | GC | Dif |
| ------- | --- | -- | -- | -- | -- | -- | -- | --- |
| Suecia  | 6   | 4  | 3  | 0  | 1  | 12 | 5  | 7   |
| Francia | 4   | 4  | 2  | 0  | 2  | 6  | 4  | 2   |
| Noruega | 2   | 4  | 1  | 0  | 3  | 4  | 13 | -9  |

| Fecha                    | Lugar       | Partido | Partido | Partido | Partido | Partido |
| ------------------------ | ----------- | ------- | ------- | ------- | ------- | ------- |
| 9 de octubre de 1968     | Estocolmo   | Suecia  |         | 5:0     |         | Noruega |
| 6 de noviembre de 1968   | Estrasburgo | Francia |         | 0:1     |         | Noruega |
| 19 de junio de 1969      | Oslo        | Noruega |         | 2:5     |         | Suecia  |
| 10 de septiembre de 1969 | Oslo        | Noruega |         | 1:3     |         | Francia |
| 15 de octubre de 1969    | Estocolmo   | Suecia  |         | 2:0     |         | Francia |
| 1 de noviembre de 1969   | París       | Francia |         | 3:0     |         | Suecia  |

## Grupo 6
| Equipo     | Pts | PJ | PG | PE | PP | GF | GC | Dif |
| ---------- | --- | -- | -- | -- | -- | -- | -- | --- |
| Bélgica    | 9   | 6  | 4  | 1  | 1  | 14 | 8  | 6   |
| Yugoslavia | 7   | 6  | 3  | 1  | 2  | 19 | 7  | 12  |
| España     | 6   | 6  | 2  | 2  | 2  | 10 | 6  | 4   |
| Finlandia  | 2   | 6  | 1  | 0  | 5  | 6  | 28 | -22 |

| Fecha                    | Lugar     | Partido    | Partido | Partido | Partido | Partido    |
| ------------------------ | --------- | ---------- | ------- | ------- | ------- | ---------- |
| 19 de junio de 1968      | Helsinki  | Finlandia  |         | 1:2     |         | Bélgica    |
| 25 de septiembre de 1968 | Belgrado  | Yugoslavia |         | 9:1     |         | Finlandia  |
| 9 de octubre de 1968     | Waregem   | Bélgica    |         | 6:1     |         | Finlandia  |
| 16 de octubre de 1968    | Bruselas  | Bélgica    |         | 3:0     |         | Yugoslavia |
| 27 de octubre de 1968    | Belgrado  | Yugoslavia |         | 0:0     |         | España     |
| 11 de diciembre de 1968  | Madrid    | España     |         | 1:1     |         | Bélgica    |
| 23 de febrero de 1969    | Lieja     | Bélgica    |         | 2:1     |         | España     |
| 30 de abril de 1969      | Barcelona | España     |         | 2:1     |         | Yugoslavia |
| 4 de junio de 1969       | Helsinki  | Finlandia  |         | 1:5     |         | Yugoslavia |
| 25 de junio de 1969      | Helsinki  | Finlandia  |         | 2:0     |         | España     |
| 15 de octubre de 1969    | Cádiz     | España     |         | 6:0     |         | Finlandia  |
| 19 de octubre de 1969    | Skopie    | Yugoslavia |         | 4:0     |         | Bélgica    |

## Grupo 7
| Equipo           | Pts | PJ | PG | PE | PP | GF | GC | Dif |
| ---------------- | --- | -- | -- | -- | -- | -- | -- | --- |
| Alemania Federal | 11  | 6  | 5  | 1  | 0  | 20 | 3  | 17  |
| Escocia          | 7   | 6  | 3  | 1  | 2  | 18 | 7  | 11  |
| Austria          | 6   | 6  | 3  | 0  | 3  | 12 | 7  | 5   |
| Chipre           | 0   | 6  | 0  | 0  | 6  | 2  | 35 | -33 |

| Fecha                   | Lugar     | Partido          | Partido            | Partido | Partido            | Partido          |
| ----------------------- | --------- | ---------------- | ------------------ | ------- | ------------------ | ---------------- |
| 19 de mayo de 1968      | Viena     | Austria          |                    | 7:1     | Bandera de Chipre  | Chipre           |
| 13 de octubre de 1968   | Viena     | Austria          |                    | 0:2     |                    | Alemania Federal |
| 6 de noviembre de 1968  | Glasgow   | Escocia          | Bandera de Escocia | 2:1     |                    | Austria          |
| 23 de noviembre de 1968 | Nicosia   | Chipre           | Bandera de Chipre  | 0:1     |                    | Alemania Federal |
| 11 de diciembre de 1968 | Nicosia   | Chipre           | Bandera de Chipre  | 0:5     | Bandera de Escocia | Escocia          |
| 16 de abril de 1969     | Glasgow   | Escocia          | Bandera de Escocia | 1:1     |                    | Alemania Federal |
| 19 de abril de 1969     | Nicosia   | Chipre           | Bandera de Chipre  | 1:2     |                    | Austria          |
| 10 de mayo de 1969      | Núremberg | Alemania Federal |                    | 1:0     |                    | Austria          |
| 17 de mayo de 1969      | Glasgow   | Escocia          | Bandera de Escocia | 8:0     | Bandera de Chipre  | Chipre           |
| 21 de mayo de 1969      | Essen     | Alemania Federal |                    | 12:0    | Bandera de Chipre  | Chipre           |
| 22 de octubre de 1969   | Hamburgo  | Alemania Federal |                    | 3:2     | Bandera de Escocia | Escocia          |
| 5 de noviembre de 1969  | Viena     | Austria          |                    | 2:0     | Bandera de Escocia | Escocia          |

## Grupo 8
| Equipo       | Pts | PJ | PG | PE | PP | GF | GC | Dif |
| ------------ | --- | -- | -- | -- | -- | -- | -- | --- |
| Bulgaria     | 9   | 6  | 4  | 1  | 1  | 12 | 7  | 5   |
| Polonia      | 8   | 6  | 4  | 0  | 2  | 19 | 8  | 11  |
| Países Bajos | 7   | 6  | 3  | 1  | 2  | 9  | 5  | 4   |
| Luxemburgo   | 0   | 6  | 0  | 0  | 6  | 4  | 24 | -20 |

| Fecha                   | Lugar      | Partido      | Partido            | Partido | Partido            | Partido      |
| ----------------------- | ---------- | ------------ | ------------------ | ------- | ------------------ | ------------ |
| 4 de septiembre de 1968 | Róterdam   | Luxemburgo   |                    | 0:2     |                    | Países Bajos |
| 27 de octubre de 1968   | Sofía      | Bulgaria     |                    | 2:0     |                    | Países Bajos |
| 26 de marzo de 1969     | Róterdam   | Países Bajos |                    | 4:0     |                    | Luxemburgo   |
| 20 de abril de 1969     | Cracovia   | Polonia      | Bandera de Polonia | 8:1     |                    | Luxemburgo   |
| 23 de abril de 1969     | Sofía      | Bulgaria     |                    | 2:1     |                    | Luxemburgo   |
| 7 de mayo de 1969       | Róterdam   | Países Bajos |                    | 1:0     | Bandera de Polonia | Polonia      |
| 15 de junio de 1969     | Sofía      | Bulgaria     |                    | 4:1     | Bandera de Polonia | Polonia      |
| 7 de septiembre de 1969 | Chorzów    | Polonia      | Bandera de Polonia | 2:1     |                    | Países Bajos |
| 12 de octubre de 1969   | Luxemburgo | Luxemburgo   |                    | 1:5     | Bandera de Polonia | Polonia      |
| 22 de octubre de 1969   | Róterdam   | Países Bajos |                    | 1:1     |                    | Bulgaria     |
| 9 de noviembre de 1969  | Varsovia   | Polonia      | Bandera de Polonia | 3:0     |                    | Bulgaria     |
| 7 de diciembre de 1969  | Luxemburgo | Luxemburgo   |                    | 1:3     |                    | Bulgaria     |

## Clasificados
| Alemania Federal | Bélgica | Bulgaria | Checoslovaquia | Italia |
| Alemania Federal | Bélgica | Bulgaria | Checoslovaquia | Italia |
| ---------------- | ------- | -------- | -------------- | ------ |

| Inglaterra | Rumania | Suecia | Bandera de la Unión Soviética |
| Inglaterra | Rumanía | Suecia | Unión Soviética               |
| ---------- | ------- | ------ | ----------------------------- |